# Manmohanencyrtus
Manmohanencyrtus is een geslacht van vliesvleugeligen uit de familie Encyrtidae. De wetenschappelijke naam van dit geslacht is voor het eerst geldig gepubliceerd in 1995 door Singh.

## Soorten
Het geslacht Manmohanencyrtus is monotypisch en omvat slechts de volgende soort:
- Manmohanencyrtus hayati Singh, 1995